# Valerie Lewton
Valerie Lewton es un personaje de las series de películas de Destino final. Es una de los sobrevivientes del accidente del Vuelo 180 y la tercera sobreviviente en morir durante la película.

## Biografía
Lewton nació en Nueva York. Ella es muy inteligente, pero es muy sensible, precisa y snob. Ella comenzó a crecer severamente y significa que la gente alrededor de ella murió. Ella tomó un grado en la educación, como lo implica su trabajo en la escuela Mt. Abraham. Junto con otros miembros de la facultad y el personal, estaba obligada a acompañar a los estudiantes a París para la excursión.

## Muerte
La Sra. Lewton, todavía sacudida por los acontecimientos, comienza a empacar sus cosas para dejar el Monte Abraham. Alex llega a su casa para advertirle, pero ella lo ve y contacta con los agentes Weine y Schreck.
En su casa, ella comienza a preparar un poco de vodka en su taza. A medida que se está vertiendo, el cambio brusco de temperatura provoca una grieta en la taza. Ella se acerca a su computadora, sin darse cuenta del camino de vodka que está dejando tras de sí. Ella pone la taza sobre el monitor, mientras que ella está empacando sus cosas. Mientras ella hace las maletas, las gotas de vodka descienden en el circuito del monitor, provocando un cortocircuito en el equipo. La Sra. Lewton se da cuenta e investiga. Cuando ella se acerca, explota el monitor, y envía de un fragmento de vidrio, que se le inserta en el cuello. En un impulso, ella lo saca, haciendo que comience a sangrar su garganta. Cuando ella va a a la cocina, el equipo explota, incendiendo el rastro de vodka a su espalda. Llegó a la cocina, pero el fuego llega a la botella de vodka y explota, arrojándola al suelo.
Ella alcanza a tomar un trapo, pero cuando lo tira hacia abajo, los cuchillos caen sobre ella, y uno de ellos cayó sobre su pecho.
Alex llega a su casa y encontró la Sra. Lewton en la cocina. Pero antes de que pudiera ayudarla, su horno explota tambaleándose una silla que empuja hacia el cuchillo profundamente en su pecho, matándola.
Alex sale de la casa, cuando aparece Billy montando en bici en la calle y, en unos segundos, la casa de Valerie explota con ella adentro. Después Alex huye, mientras que Billy se sorprende por el incidente.

## Pistas
- Una sombra se aparece en la casa de ella antes de que la explosión ocurra.
- La puerta de Valerie tiene un diseño de una daga.
- La puerta también tiene fuertes rojos y naranjas en él, haciéndose eco del incendio en su casa.
- "Rocky Mountain High" está sonando en el tocadiscos de Val.
- Alex ve a las cenizas que flotan alrededor de su cabeza, presagiando el fuego.
- La mujer en la televisión de Alex antes de que él fue a la casa de Valerie dijo: "Eso es un juego de cuchillo enorme". Además, en el noticiero se oye la noticia de un incendio de un edificio, que irónicamente la vida de Valerie termina en un incendio.
- En la secuencia de apertura hay una foto de un cuchillo en el pecho de otra persona.
- La taza que provoca su muerte dice: "No te preocupes, pronto no estarás aquí".
- Parece que la sangre de Valerie es inflamable, por lo que ello ocasionó la explosión en su casa.
- Ella siente una ráfaga de viento antes de su muerte.

- Datos: Q16645259